# Johan J. Jakobsen
Johan Jakob Jakobsen (ur. 15 kwietnia 1937 w Namsos, zm. 30 czerwca 2018 w Bærum) – norweski polityk i rolnik, przewodniczący Partii Centrum (1979–1991), parlamentarzysta i minister.

## Życiorys
W 1956 zdał tzw. egzamin artium, w latach 1959–1962 kształcił się w wyższej szkole rolniczej Norges landbrukshøgskole. Zawodowo przez wiele lat pracował w rolnictwie w gminie Namsos, w 1972 był sekretarzem politycznym w ministerstwie transportu. Zaangażował się w działalność polityczną w ramach Partii Centrum. Działał w samorządzie gminy Namsos, a w latach 1971–1973 zasiadał w radzie okręgu Nord-Trøndelag. Pełnił różne funkcje w strukturze swojego ugrupowania, kierował jego komitetem programowym, a od 1979 do 1991 był przewodniczącym Partii Centrum.
W latach 1969–1973 był zastępcą poselskim. W 1973, 1977, 1981, 1985, 1989, 1993 i 1997 uzyskiwał mandat posła do Stortingu. Sprawował urząd ministra transportu (1983–1986) oraz ministra spraw lokalnych (1989–1990). W 2001 odszedł z parlamentu, zajmował się działalnością doradczą i konsultingową.